# Onthophagus albicornis
Onthophagus albicornis é uma espécie de inseto do género Onthophagus da família Scarabaeidae da ordem Coleoptera.

## História
Foi descrita cientificamente pela primeira vez no ano 1805 por Palisot De Beauvois.